# Religião de Burquina Fasso

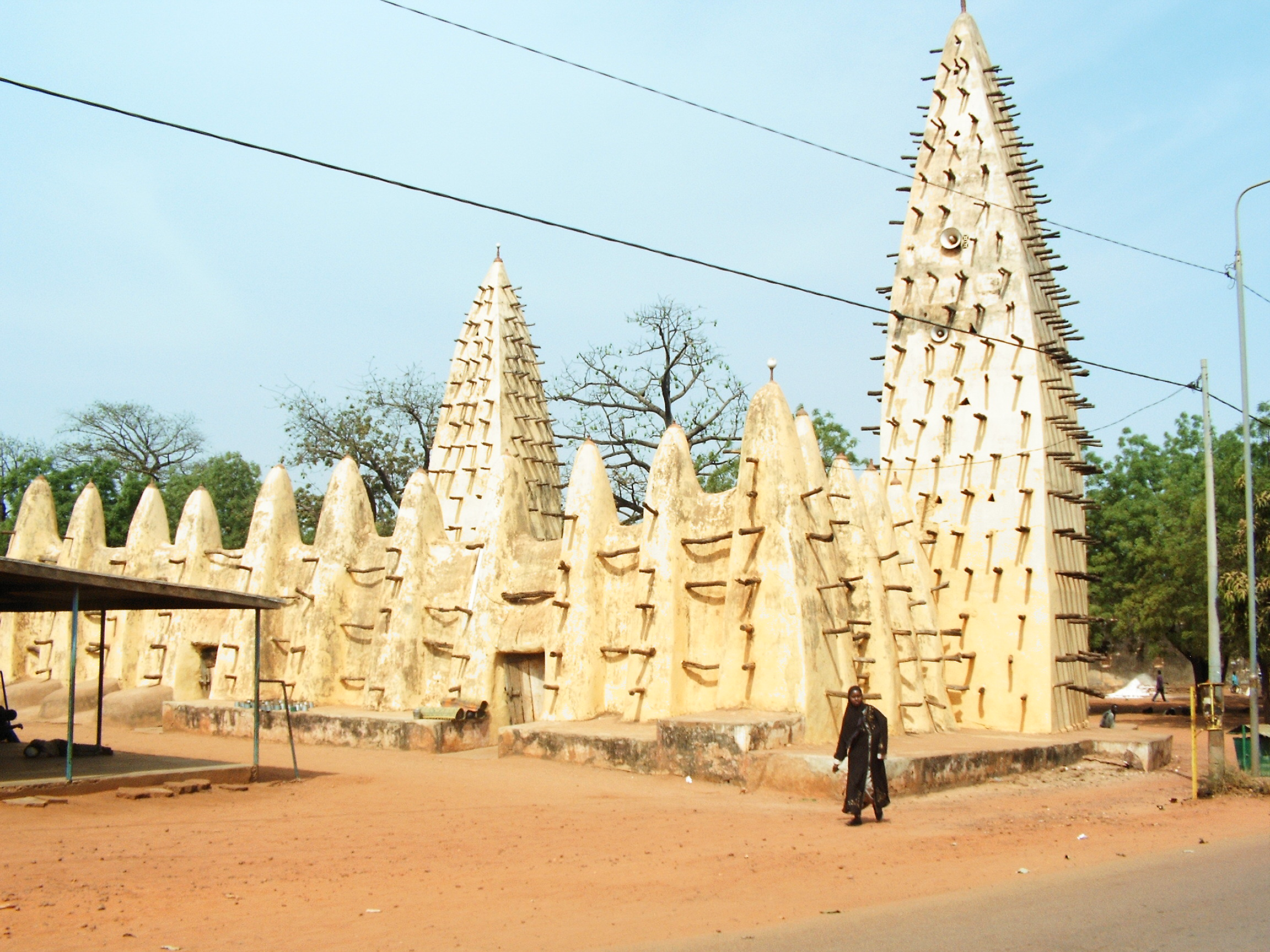
Mesquita em Bobo-Dioulasso, Burquina Fasso

Embora estatísticas exatas sobre religião no Burquina Fasso não são disponíveis e variam amplamente, o governo estima, no seu mais recente recenseamento (1996) que aproximadamente 60 por cento da população prática o Islão, e que a maioria deste grupo pertencem ao ramo sunita, permanecendo, todavia, enquanto que a minoria restantes adere a Shi'a, Tijaniyah, ou  Salafi/Wahhabi sucursais. O Governo também estima que 24 por cento da população mantém crenças tradicionais indígenas, 17 por cento prática catolicismo romano, e de 3 por cento são membros de várias denominações protestantes.

## Estatísticas
Estatísticas sobre afiliações religiosas são aproximadas porque associação de crenças e práticas tradicionais indígenas é generalizada entre ambos os cristãos e muçulmanos.  Além disso, a maioria dos cidadãos prática crenças religiosas tradicionais indígenas em diferentes graus, e ao cumprimento rigoroso de crenças cristãs e muçulmanas é muitas vezes nominal. Quase todos os cidadãos são fiéis a uma ordem sobrenatural; ateísmo é praticamente inexistente.

## Geografia
Muçulmanos residem em grande parte em torno do Norte, Leste, Oeste e fronteiras, enquanto cristãos vivem no centro do país. Pessoas praticam crenças religiosas tradicionais indígenas em todo o país, especialmente nas comunidades rurais. Ouagadougou, a capital, tem uma população mista muçulmana e cristã; No entanto, Bobo-Dioulasso, a segunda maior cidade do país, é maioritariamente muçulmana. As pequenas comunidades imigrantes sírios e libaneses residem nas duas maiores cidades e são esmagadoramente (mais de 90 por cento) cristãos.

## Etnia
Há mais de 60 diferentes etnias do país.A maioria dos grupos étnicos são religiosamente heterogêneos, apesar das comunidades fulas e diúlas serem maioritariamente muçulmana.
Grupos de missionários estrangeiros estão ativos no país.